# Edward Bruce Hamley

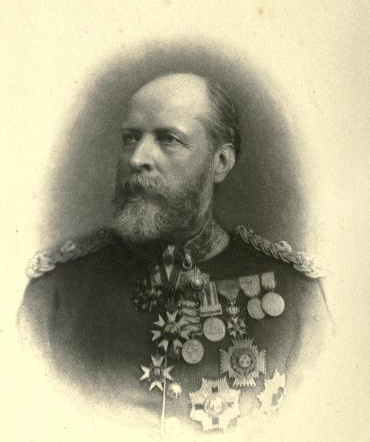
Edward Bruce Hamley

Sir Edward Bruce Hamley (* 27. April 1824 in Bodmin, Cornwall; † 12. August 1893) war ein britischer Generalleutnant, Militärhistoriker und Autor. Er kämpfte in verschiedenen britischen Kolonialkriegen.

## Leben
Der jüngste Sohn von Vizeadmiral William Hamley trat 1843 der Royal Artillery bei. 1851 wurde er nach Gibraltar kommandiert, wo er Artikel für verschiedene Zeitschriften zu schreiben begann. 
Am Krimkrieg nahm er als Adjutant des Chefs der Artillerie Sir Richard Dacres teil und wurde bis zum Brevet-Oberstleutnant befördert. Er berichtete für Blackwood´s Magazine vom Krieg, was ihm einen so guten Ruf verschaffte, dass er 1859 Professor für Militärgeschichte am Staff College Camberley wurde. Ab 1866 war er in der Kommission für Militärerziehung. Von 1870 bis 1877 leitete er als Kommandant das Staff College. Von 1879 bis 1881 diente er als britischer Kommissar an den Grenzen des Osmanischen Reiches. Am 22. Dezember 1879 wurde er als Knight Commander des Order of St Michael and St George (KCMG) geadelt.
1882 nahm Hamley am Feldzug in Ägypten unter General Wolseley zur Niederschlagung der Urabi-Bewegung teil. Hamley wurde von Wolseley beauftragt einen Angriffsplan auf Abukir auszuarbeiten. Nachdem damit Urabi Pascha glauben gemacht wurde, dass die Briten bei Abukir landen würden, setzte Wolseley Hamleys Division dort ab und segelte mit dem Rest der Armee weiter nach Ismailia. Hamley, der darüber nicht informiert wurde, verzieh Wolseley dies nie. Am 13. September führte er die 2. Division in der Entscheidungsschlacht von Tel-el-Kebir. Dafür wurde er am 18. November 1882 zum Knight Commander des Order of the Bath (KCB) erhoben.
Von 1885 bis zu seinem Tod vertrat er Birkenhead im britischen Parlament.
Sein Buch über Militärstrategie The operations of war (1866) wurde von Helmuth von Moltke und William T. Sherman gelobt und diente lange als einzige Eingangslektüre für die Qualifikation am Staff College.
Hamley war auch der Autor verschiedener Literaturkritiken, Gedichte und einer zweibändigen Novelle.

## Schriften
- The operations of war. Blackwood, Edinburgh 1866, Archive
- The war of the Crimea. Seeley, London 1891, Archive